# Abdoulaye Faye
Abdoulaye Faye, né le 22 septembre 2004 à Kaolack au Sénégal, est un footballeur sénégalais qui évolue au poste de défenseur central au FC Lorient, en prêt du Bayer Leverkusen.

## Biographie

### Débuts et formation
Né dans la ville de Kaolack au Sénégal, le jeune joueur fait ses débuts au Diambars FC, un club qui a eu l'occasion de former d'autres talents sénégalais tels que Idrissa Gana Gueye, Pathé Ciss ou encore Mikayil Faye. En 2023, il est accueilli par le club français du FC Lorient pour y effectuer un essai, qui se montre non concluant.

### Arrivée en Suède
Il signe finalement son premier contrat professionnel peu de temps avant sa majorité, dans le sud de la Suède au BK Häcken la même année, où il s'y engage jusqu'en 2026. Il intègre alors petit à petit le groupe professionnel du club où il y est convoqué pour la première fois le 29 octobre 2023 lors d'un match de championnat contre le Mjällby AIF. Or, le défenseur n'a pas l'occasion de jouer puisque il reste sur le banc pendant l'intégralité de la rencontre.
Häcken, qui ne compte sur lui dans l'immédiat, décide de prêter Abdoulaye dans le club du Örgryte IS, évoluant alors en deuxième division suédoise. Le but étant alors de lui faire gagner du temps de jeu et de progresser, afin qu'il puisse intégrer l'équipe des noirs et jaunes à long-terme. Lors de son prêt, le sénégalais dispute donc ses premières minutes en professionnel avec son nouveau club, seulement deux semaines après son arrivée, lors d'un match de championnat contre le IK Oddevold. Il démarre titulaire, joue l'intégralité de la partie et obtient même son premier clean-sheet. Sa saison est un succès que ce soit individuellement puisque le défenseur s'en sort avec 5 clean-sheets obtenus en 22 matchs de championnat disputés, mais également collectivement puisque son équipe termine à la cinquième place du classement, le club n'ayant pas fait mieux depuis 2018.
Convaincu par ses performances lors de son prêt, le coach de Häcken, Jens Gustafsson, intègre rapidement le jeune joueur à l'équipe première lors de son retour, en le faisant notamment disputer les six premiers matchs de Allsvenskan en plus de cinq matchs de coupe de Suède, qu'il remporte par la même occasion bien qu'il ne soit pas présent lors de la finale. Or lors de la 6e journée de championnat contre le Hammarby IF, le défenseur, blessé, est contraint de céder sa place à la 21e minute de jeu, marquant sa dernière apparition avec le club suédois.

### Transfert à Leverkusen et prêt à Lorient dans la foulée
Ses performances lors de son prêt à Örgryte puis lors de son début de saison avec Häcken tapent à l'œil du vice-champion d'Allemagne, le Bayer Leverkusen, qui décide de le recruter pour cinq ans. Le 29 juillet 2025, soit seulement un mois après son arrivée en Allemagne, Abdoulaye est prêté un an au FC Lorient, le club dans lequel il avait effectué un essai en 2023 avant de partir en Suède. Un prêt qui a pour but d'aider le joueur à s'aguerrir en Ligue 1 afin de le préparer à intégrer l'équipe allemande dans le futur.

## Statistiques
| Saison                | Club                  | Championnat           | Championnat | Championnat | Championnat | Coupe(s) nationale(s) | Coupe(s) nationale(s) | Coupe(s) nationale(s) | Compétition(s) continentale(s) | Compétition(s) continentale(s) | Compétition(s) continentale(s) | Compétition(s) continentale(s) | Total | Total | Total |
| Saison                | Club                  | Division              | M.          | B.          | P.d.        | M.                    | B.                    | P.d.                  | Comp.                          | M.                             | B.                             | P.d.                           | M.    | B.    | P.d.  |
| 2025                  | BK Häcken             | Allsvenskan           | 6           | 0           | 0           | 5                     | 2                     | 0                     | C3                             | -                              | -                              | -                              | 11    | 2     | 0     |
| 2024                  | Örgryte IS (prêt)     | Superettan            | 22          | 0           | 1           | 1                     | 0                     | 0                     | -                              | -                              | -                              | -                              | 23    | 0     | 1     |
| 2025-2026             | Bayer Leverkusen      | Bundesliga            | -           | -           | -           | -                     | -                     | -                     | C1                             | -                              | -                              | -                              | 0     | 0     | 0     |
| 2025-2026             | FC Lorient (prêt)     | Ligue 1               | -           | -           | -           | -                     | -                     | -                     | -                              | -                              | -                              | -                              | 0     | 0     | 0     |
| Total sur la carrière | Total sur la carrière | Total sur la carrière | 28          | 0           | 1           | 6                     | 2                     | 0                     | -                              | -                              | -                              | -                              | 34    | 2     | 1     |

## Palmarès
Il remporte la coupe de Suède avec le BK Häcken en 2025.